# Kriologia

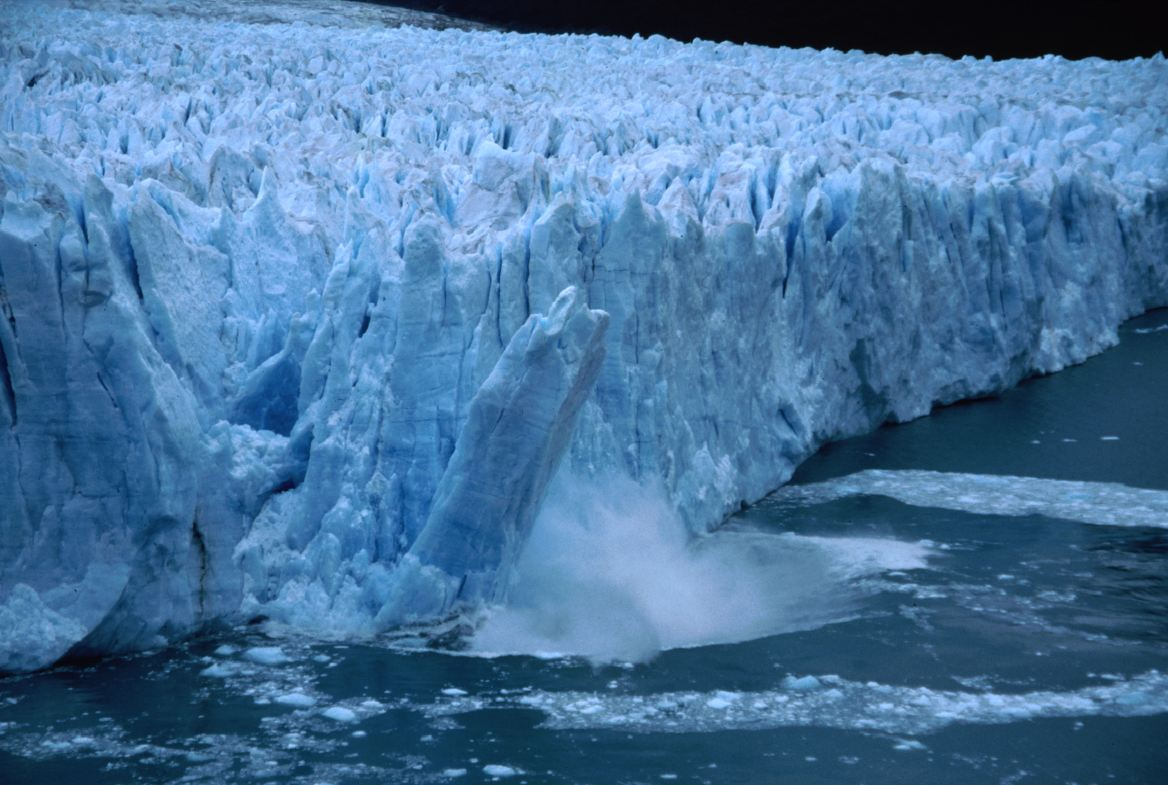
Lodowiec Perito Moreno w Parku narodowym Los Glaciares na południu Argentyny

Kriologia, hydrologia lodu – dział hydrologii badający kriosferę, czyli lód wchodzący naturalnie w skład hydrosfery, występujący w zlodzeniach na lądzie i morzu, lód atmosferyczny i wieczną zmarzlinę. Zajmuje się jego właściwościami fizycznymi, chemicznymi i mineralogicznymi.